# Scalispinigera cirrata
Scalispinigera cirrata är en ringmaskart som beskrevs av Hartman och Fauchald 1971. Scalispinigera cirrata ingår i släktet Scalispinigera och familjen Scalibregmatidae. Inga underarter finns listade i Catalogue of Life.